# لوک بریسی
لوک بریسی (به انگلیسی: Luke Bracey) (زاده ۲۶ آوریل ۱۹۸۹) بازیگر استرالیایی است.
از فیلم‌های معروف او می‌توان به بازی در فیلم مرد نوامبر اشاره کرد.

## فیلم‌شناسی
فهرست برخی از فیلم‌هایی که لوک بریسی در آنها به ایفای نقش پرداخته‌است:
- جی. آی. جو: تلافی (۲۰۱۳)
- بهترین من (۲۰۱۴)
- مرد نوامبر (۲۰۱۴)
- نقطه فروپاشی (۲۰۱۵)
- ستیغ هک‌سا (۲۰۱۶)
- تعطیلات  (۲۰۲۰)
- یک عشق واقعی (۲۰۲۳)